# Лептонная эпоха
В физической космологии лепто́нная эпо́ха, или эпо́ха лепто́нов — период в эволюции ранней Вселенной, в течение которого лептоны доминировали в массе Вселенной. Он начался примерно через одну секунду после Большого взрыва — после того, как большинство адронов и антиадронов взаимно аннигилировались в конце адронной эпохи. Во время лептонной эпохи температура Вселенной была все ещё достаточно большой, чтобы создавать пары лептон/антилептон, поэтому лептоны с антилептонами находились в термальной равновесии. Примерно через 10 секунд после Большого взрыва температура Вселенной спала до точки, в которой пары лептон/антилептон перестали образовываться. Большинство лептонов и антилептонов разрушились в процессе аннигиляции, после чего сохранился лишь небольшой остаток лептонов. После этого в энергии Вселенной стали доминировать фотоны, с чего и началась следующая фотонная эпоха.